# Vassil Lolov
Vassil Lolov (født 18. maj 1913 i Lambol, Bulgarien - død 6. januar 1992) var en bulgarsk komponist, dirigent og lærer.
Lolov studerede komposition på State Academy of Music. Han har skrevet en symfoni, orkesterværker, kammermusik, koncerter etc.

## Udvalgte værker
- Lille Symfoni "for børn" (1980) - for orkester
- "Skitser" (1980) - for strygere